# إسماعيل الطنطاوي
الشيخ إسماعيل السيد الطنطاوي قارئ قرآن مصري ويعد أحد أعلام هذا المجال البارزين، من مواليد ديسمبر 1965 بعزبة الغربية، مركز أولاد صقر، محافظة الشرقية إلتحق بالإذاعة المصرية أواخر التسعينات وله العديد من التلاوات النادرة والمتميزة فى ارشيف اذاعة القران الكريم .